# Кузнецов, Александр Алексеевич
Алекса́ндр Алексе́евич Кузнецо́в (1904—1966) — советский лётчик военно-морской авиации и военачальник, участник Великой Отечественной войны, начальник Главного управления Северного морского пути (Севморпути) при Совете Министров СССР, генерал-лейтенант авиации (27.01.1951). Герой Советского Союза (1949).

## Биография
Родился 23 апреля 1904 года в селе Щербово (ныне Торжокского района Тверской области) в семье рабочего. Русский.
Учился в Петроградском институте гражданских инженеров.
В Военно-Морском Флоте с 1923 года. Член ВКП(б)/КПСС с 1925 года. В 1927 году окончил Военно-морское училище, в 1932 году — Ейскую школу морских лётчиков ВВС РККА имени И. В. Сталина.
Участник национально-революционной войны испанского народа 1936—1939 годов, советско-финской войны 1939—1940 годов. В 1938—1939 годах — начальник штаба ВВС Краснознамённого Балтийского флота. В 1940 году окончил курсы усовершенствования высшего начсостава при Военно-морской академии. С ноября 1939 года командовал ВВС Северного флота. Генерал-майор авиации (4.06.1940).
Участник Великой Отечественной войны с июня 1941 года. Являясь командующим ВВС Северного флота, генерал-майор авиации А. А. Кузнецов совершил 70 боевых вылетов. Авиация Северного флота под его командованием внесла большой вклад в оборону Заполярья, срыв двух немецких наступлений на Мурманск в 1941 и в 1942 году, в надёжную защиту с воздуха арктических конвоев и всего северного пути поставки грузов по ленд-лизу в СССР.
С января 1943 года — помощник командующего ВВС Тихоокеанского флота по лётной части, с марта 1945 года — начальник Военно-морского авиационного училища. С марта 1946 года — начальник Высших офицерских офицерских курсов Авиации ВМФ.
С января 1946 по май 1947 года генерал-майор А. А. Кузнецов — начальник Управления полярной авиации Главсевморпути, а затем с 1948 года по 1953 год — начальник Главного управления Севморпути при СМ СССР. Отличился при проведении высокоширотных воздушных экспедиций 1948—1949 годов.

«Кузнецов А. А. …умело и мужественно проводил ледовую разведку по изучению районов, пригодных для ледовых аэродромов и организации на них научных станций. Лично проводил посадки на эти аэродромы. В самый критический момент работы экспедиции на Северном полюсе сжатием разломало лёд, что поставило под угрозу потери находящихся там самолётов и научного оборудования. Товарищ Кузнецов лично вылетел в этот район и произвел посадку на колёсном самолёте на неподготовленную льдину… Своим смелым руководством обеспечил вылет самолётов и спасение научного оборудования. В 1949 году товарищ Кузнецов А. А. руководил экспедицией, проводившейся в значительно большем масштабе и в более сложных метеорологических условиях… Лично совершал разведывательные полёты и первый совершал посадку в наиболее трудных ледовых районах для организации на них станции научных работ. По окончании работы экспедиции на тридцати двух ледовых аэродромах последним покинул район работы и совершил беспосадочный перелёт Северный полюс Москва…»— Из наградного листа.
С 1953 до 1956 года Кузнецов — командующий ВВС 4-го ВМФ, затем старший военный советник командующего авиацией ВМФ Китайской Народной Республики, а по возвращении на Родину — сотрудник научно-исследовательской группы при Главнокомандующем ВМФ СССР. С августа 1959 года генерал-лейтенант авиации А. А. Кузнецов — в запасе.
Избирался депутатом Совета Национальностей (от РСФСР) Верховного Совета СССР 3-го созыва (1950—1954) и Верховного Совета Литовской ССР.
Умер 7 августа 1966 года. Похоронен в городе Москве на Введенском кладбище (участок 21).

## Награды
- За мужество и отвагу, проявленные при выполнении воинского долга, генерал-майору авиации Кузнецову Александру Алексеевичу указом Президиума Верховного Совета СССР от 6 декабря 1949 года присвоено звание Героя Советского Союза с вручением ордена Ленина и медали «Золотая Звезда» (№ 6612).
- Награждён четырьмя орденами Ленина (1936 1949, 1949, 1952), четырьмя орденами Красного Знамени (1941, 1944, 1945, 1954), медалями и именным оружием (1954).

## Память
- В музее военно-воздушных сил Северного флота имеются материалы, посвящённые А. А. Кузнецову[6].